# Liste der Biografien/Jai
Liste der Biografien |
Portal Biografien |
Personensuche
# |
A |
B |
C |
D |
E |
F |
G |
H |
I |
J |
K |
L |
M |
N |
O |
P |
Q |
R |
S |
T |
U |
V |
W |
X |
Y |
Z |
?
 
Ja |
Jb |
Jd |
Je |
Jh |
Ji |
Jj |
Jl |
Jn |
Jm |
Jo |
Jp |
Jr |
Js |
Jt |
Ju |
Jv |
Jw |
Jy
 
Jaa |
Jab |
Jac |
Jad |
Jae |
Jaf |
Jag |
Jah |
Jai |
Jaj |
Jak |
Jal |
Jam |
Jan |
Jao |
Jap |
Jaq |
Jar |
Jas |
Jat |
Jau |
Jav |
Jaw |
Jax |
Jay |
Jaz
Die Liste der Biografien führt alle Personen auf, die in der deutschsprachigen Wikipedia einen Artikel haben. Dieses ist eine Teilliste mit 72 Einträgen von Personen, deren Namen mit den Buchstaben „Jai“ beginnt.

## Jai
- Jai Singh I. (1611–1667), indischer Herrscher, Raja von Amber
- Jai Singh II. (1688–1743), Maharaja

### Jaib
- Jaib, altägyptischer König der 13. Dynastie

### Jaid
- Jaide, Louise (1842–1914), deutsche Opernsängerin (Mezzosopran und Alt)
- Jaïdi, Radhi (* 1975), tunesischer Fußballspieler

### Jaig
- Jaiganth, Laavinia (* 2006), singapurische Sprinterin

### Jaik
- Jaik, Juhan (1899–1948), estnischer Schriftsteller

### Jail
- Jaillot, Alexis Hubert (1632–1712), französischer Kartograf und Verleger

### Jaim
- Jaiman, Mida Fah (* 2002), Schweizer Skirennfahrerin
- Jaime de Portugal (1433–1459), römisch-katholischer Geistlicher, Erzbischof und Kardinal
- Jaime, Adolphe (1825–1901), französischer Dramatiker und Librettist
- Jaime, Aguinaldo (* 1956), angolanischer Wirtschaftsmanager und Politiker
- Jaime, Julio (* 1917), uruguayischer Leichtathlet
- Jaime, Sebastián (* 1989), argentinischer Fußballspieler
- Jaimes Freyre, Ricardo (1868–1933), bolivianischer Schriftsteller und Diplomat
- Jaimes, Florencia Soledad (* 1989), argentinische Fußballspielerin
- Jaimez-Ruiz, Mikhael (* 1982), venezolanischer Fußballspieler

### Jain
- Jain (* 1992), französische PopsängerinJain (* 1992)

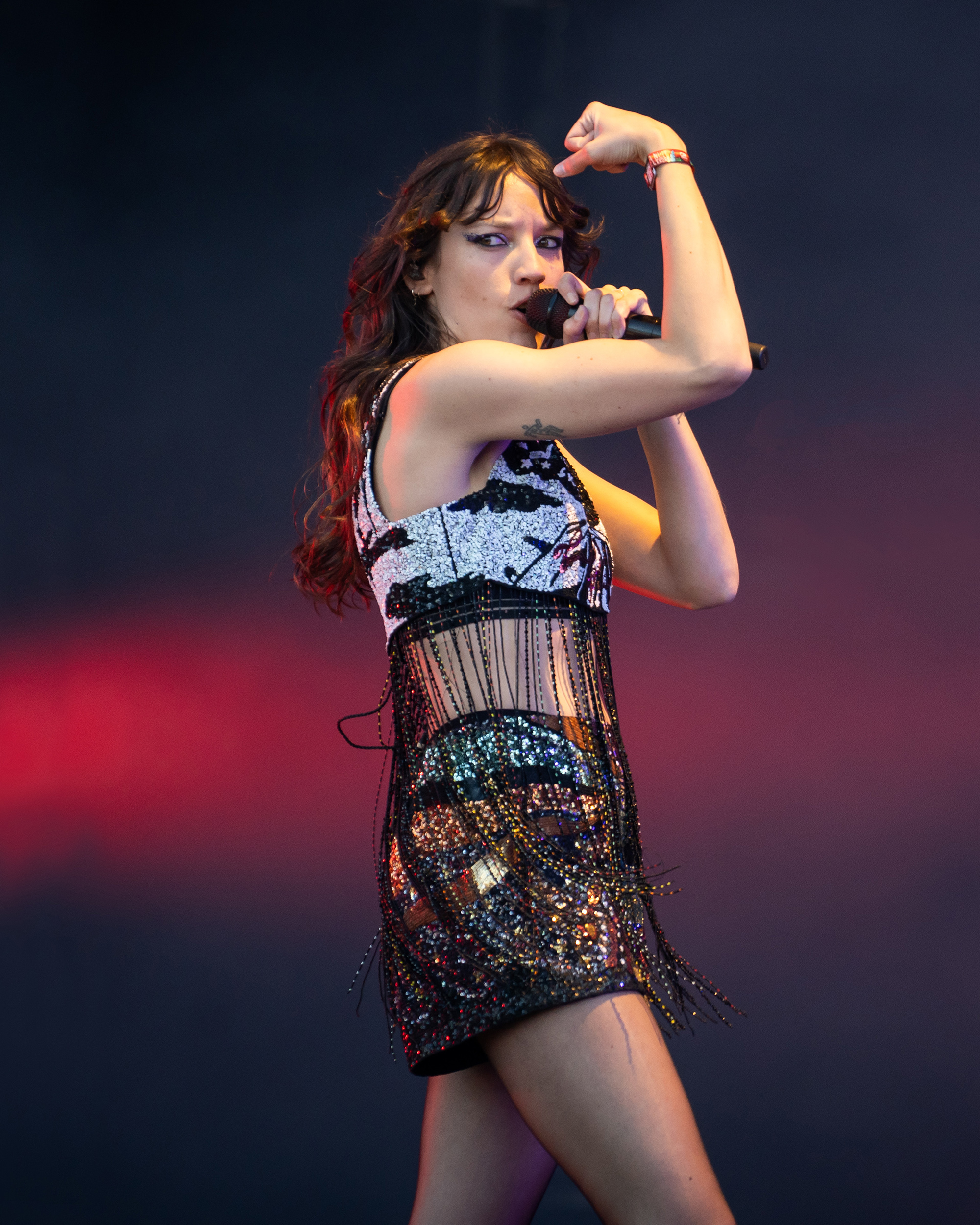
Jain (* 1992)

- Jain, Ajit (* 1951), indischer Finanzmanager
- Jain, Ajit Prasad (1902–1977), indischer Politiker (INC), Lok- und Rajya-Sabha-Mitglied, Unionsminister und Gouverneur von Kerala
- Jain, Anil K. (* 1946), indischer Informatiker
- Jain, Anju (* 1978), indische Cricketspielerin
- Jain, Anshu (1963–2022), indischer BankmanagerAnshu Jain (1963–2022)

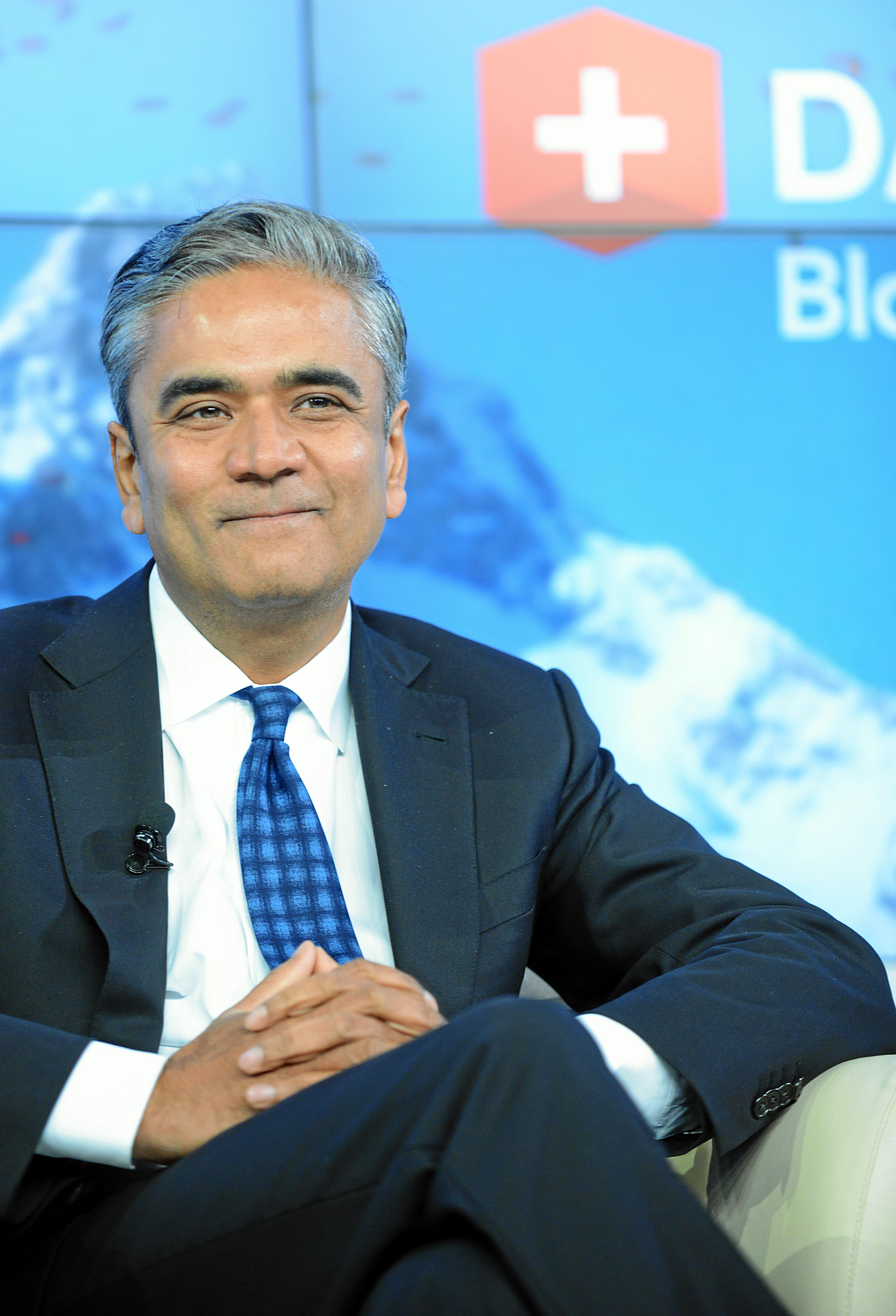
Anshu Jain (1963–2022)

- Jain, Armaan, indischer Schauspieler
- Jain, Bijoy (* 1965), indischer Architekt und Designer
- Jain, Devaki (* 1933), indische Wirtschaftswissenschaftlerin
- Jain, Gora (* 1967), Kunsthistorikerin, Kulturwissenschaftlerin und Hochschullehrerin
- Jain, Himanshu Dinesh (* 1991), indischer Snooker-, Poolbillard- und English-Billiards-Spieler
- Jain, Jainendra K. (* 1960), indischer Physiker
- Jain, Mahak (* 2001), indische Tennisspielerin
- Jain, Meenakshi, indische Politikwissenschaftlerin und Historikerin
- Jain, Milap Chand (1929–2015), indischer Jurist
- Jain, Narendra Kumar Prakash (* 1930), indischer Diplomat
- Jain, Naveen (* 1959), US-amerikanischer Unternehmer und Gründer von InfoSpace
- Jain, Rajiv (* 1964), indischer Kameramann
- Jain, Rakesh K. (* 1950), indisch-US-amerikanischer Tumorbiologe und Chemiker
- Jain, Siddharth (* 1976), indischer Badmintonspieler
- Jain, Smita Nair (* 1969), indische Drehbuchautorin und Geschäftsfrau
- Jain, Sunny (* 1975), US-amerikanischer Dholpieler, Schlagzeuger und Komponist
- Jainaga, Odei (* 1997), spanischer Speerwerfer
- Jaindl, Othmar (1911–1982), österreichischer Bildhauer
- Jaindl-Haring, Franz (1895–1944), österreichisch-deutscher Arbeiter und Opfer der NS-Kriegsjustiz
- Jainski, Sabine (* 1968), deutsche Filmemacherin, Journalistin und Übersetzerin

### Jaio
- Jaio, Karmele (* 1970), baskische Schriftstellerin und Journalistin

### Jair
- Jaïr, biblische Person, Sohn Manasses
- Jair Marinho (1936–2020), brasilianischer Fußballspieler
- Jairaj, P. (1909–2000), indischer Filmschauspieler und Filmregisseur
- Jairo (* 1949), argentinischer Sänger
- Jairo (* 1993), spanischer Fußballspieler
- Jairo, Luíz Filho (* 1971), brasilianischer Fußballspieler
- Jairu, Bikash (* 1990), indischer Fußballspieler
- Jaïrus, Vorsteher (Verwalter)
- Jairzinho (* 1944), brasilianischer Fußballspieler und -trainerJairzinho (* 1944)

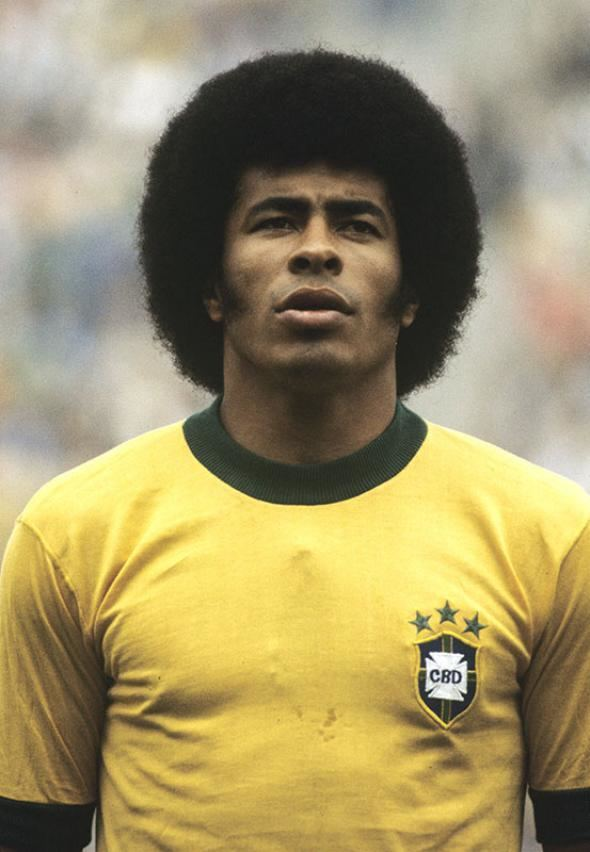
Jairzinho (* 1944)

### Jais
- Jais, Aegidius (1750–1822), Benediktinerpater, römisch-katholischer Theologe und Hochschullehrer
- Jaiser, Julius (1872–1934), deutscher Orgelbauer in Stralsund
- Jäiser, Simone (* 1986), Schweizer Einzel-Voltigiererin
- Jaishankar, Subrahmanyam (* 1955), indischer Diplomat und Außenminister
- Jaising, Heinz (1921–1982), deutscher Politiker (SPD), MdBB
- Jaisli, Erwin (1937–2022), schweizerischer Radsportler, nationaler Meister im Radsport
- Jaisohn, Philip († 1951), koreanischer Unabhängigkeitsaktivist, Arzt und Journalist
- Jaissle, Matthias (* 1988), deutscher Fußballspieler und -trainerMatthias Jaissle (* 1988)

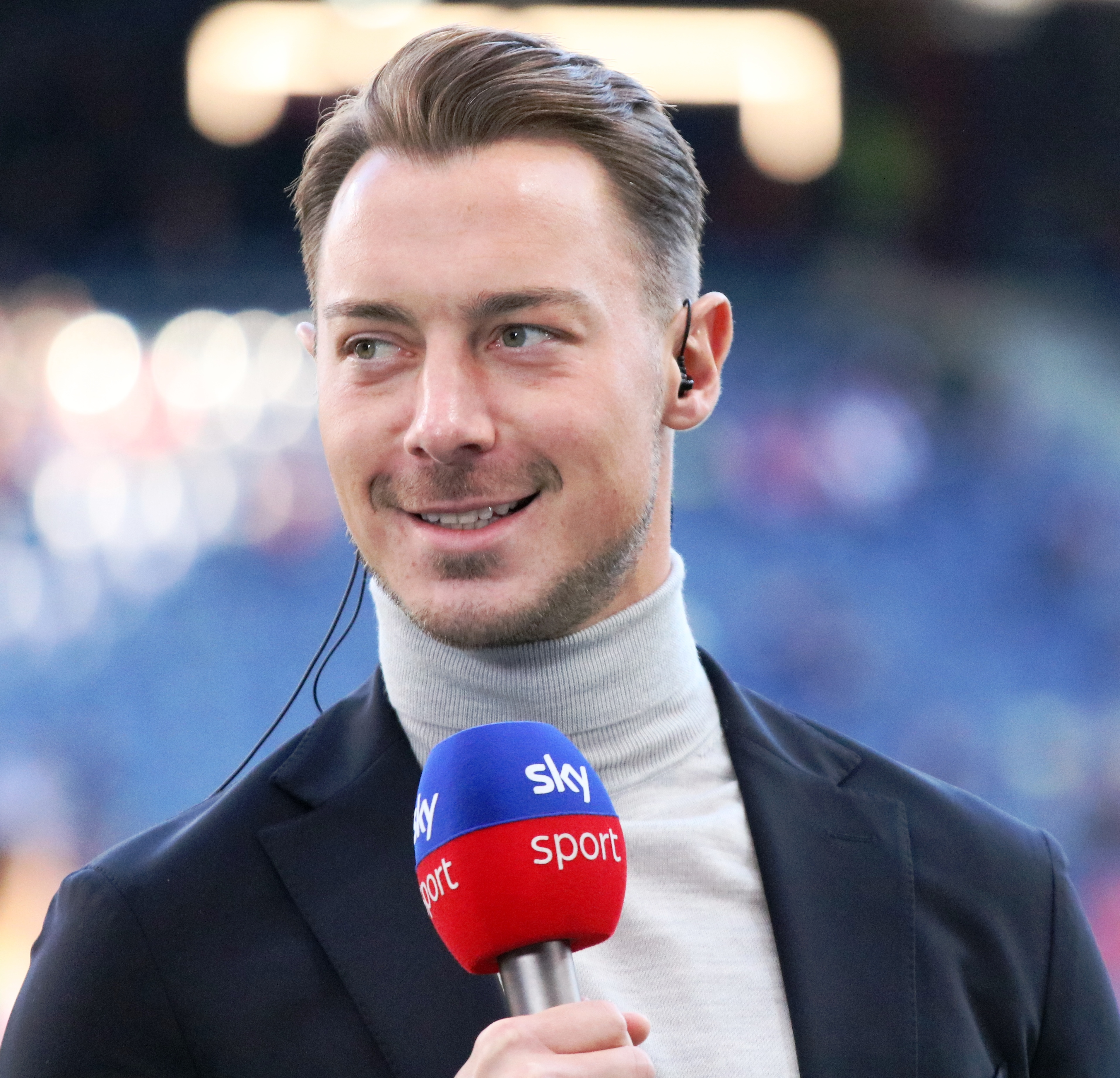
Matthias Jaissle (* 1988)

- Jaiswal, Yashasvi (* 2001), indischer Cricketspieler

### Jait
- Jaite, Martín (* 1964), argentinischer Tennisspieler
- Jaiteh, Kumba (* 1988), gambische Politikerin
- Jaiteh, Mouhammadou (* 1994), französischer Basketballspieler
- Jaiteh, Teneng Mba (* 1963), gambische Politikerin und Diplomatin
- Jaiteh, Tijan (* 1988), gambischer Fußballspieler
- Jaitley, Arun (1952–2019), indischer Politiker
- Jaitley, Celina (* 1981), indische Bollywood-Schauspielerin
- Jaitner, Josef (1914–2006), deutscher Offizier

### Jaiy
- Jaiyen, Bandid (* 1950), thailändischer Badmintonspieler

### Jaiz
- Jaizani, Maddison (* 1995), britische Schauspielerin und Mannequin